# Gstaad Menuhin Festival

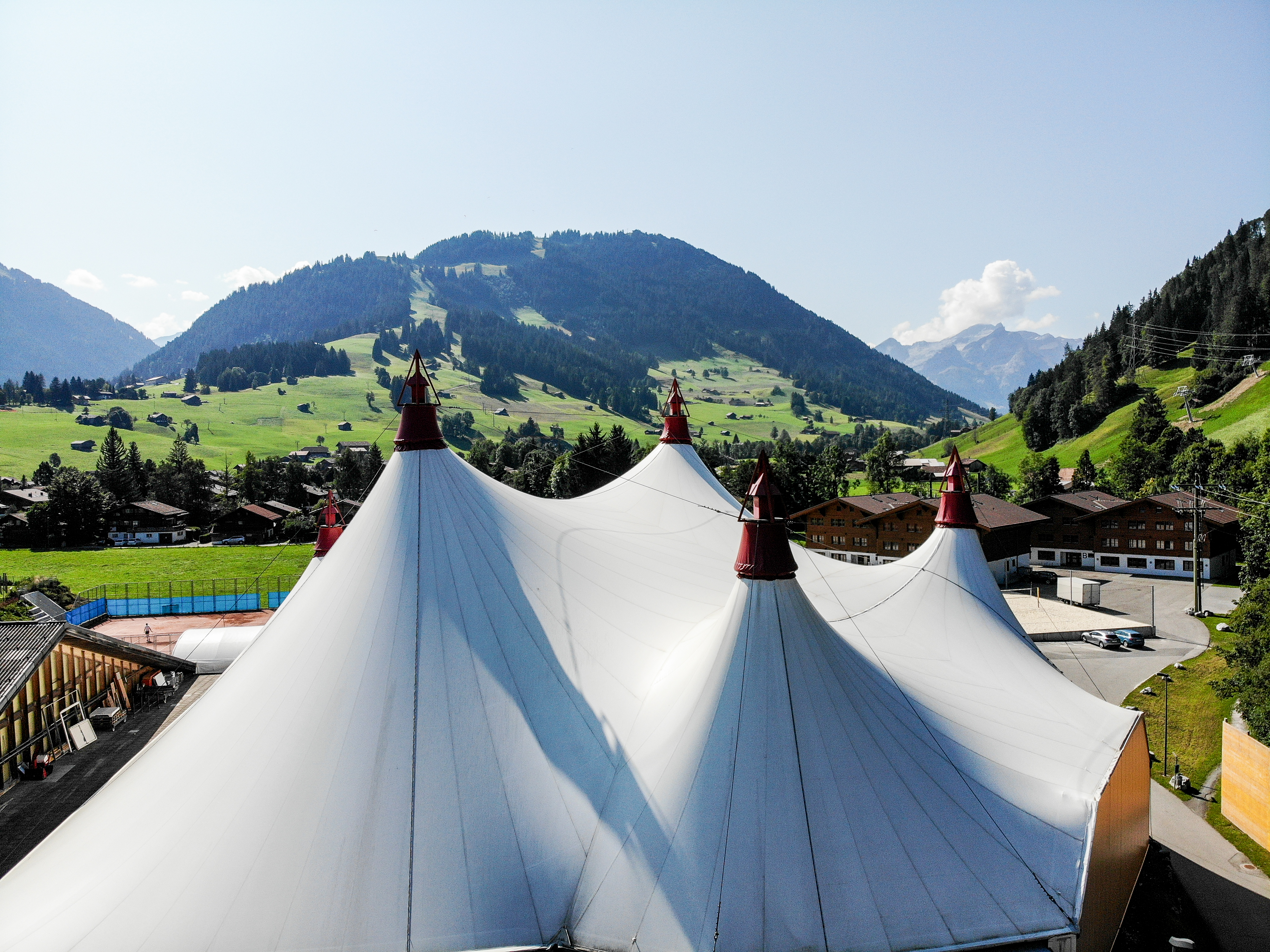
Festival-Zelt in Gstaad

Das Gstaad Menuhin Festival ist ein Musikfestival für klassische Musik in der Schweiz mit ca. 26 000 Besuchern pro Jahr. Es findet seit der Gründung 1957 durch Yehudi Menuhin von Mitte Juli bis Anfang September im Saanenland an zahlreichen Spielorten statt, darunter dem Festivalzelt Gstaad und in historisch bedeutenden Kirchen der Region. Es bringt internationale Künstler sowie Orchester nach Gstaad. Künstlerischer Leiter ist seit 2002 Christoph Müller. Ab 1. November 2025 wird er von Daniel Hope abgelöst, der für die Leitung verpflichtet werden konnte.

## Struktur und Aufbau

### Gründung
1954 verbrachte die Familie Menuhin einen Sommer in Gstaad, damals residierten sie im alten Chalet Les Frènes auf der Rückseite des Hotels Gstaad Palace. Für den zweiten Sommeraufenthalt 1955 wechselten Yehudi Menuhin und Ehefrau Diana Gould ins Chalet Wasserngrat der Familie G. von Siebenthal, bevor sie um 1960 das eigene Chalet Chankly Bore bezogen.
Um die weniger ereignisreichen Sommermonate musikalisch zu gestalten, fragte Kurdirektor Paul Valentin in Anlehnung an die „Semaines musicales“, die von 1943 bis 1947 in Gstaad stattfanden, Menuhin für einige Konzerte an. So entstanden die „Deux Concerts Exclusifs“, die am 4. und 6. August 1957 in der Mauritius-Kirche Saanen den Auftakt für das Festival machten. Menuhin hatte seine Musikerfreunde Benjamin Britten, Peter Pears und Maurice Gendron eingeladen. Ab 1958 fanden die Konzerte als „Yehudi Menuhin Festival“ statt, schon bald wurden es zehn Konzerte. Beim 2. Festival war das von Edmond de Stoutz gegründete Zürcher Kammerorchester eingeladen, de Stoutz schrieb 1966 eine begeisterte Hommage zum 10-jährigen Jubiläum des Festivals und gleichzeitig dem 50. Geburtstag von Menuhin.
Die Auseinandersetzung mit anderen Kulturen und Musikformen prägte bereits in den frühen Jahren das Bild des Festivals, beispielsweise „Begegnungen zwischen Orient und Okzident“ mit dem indischen Sitarspieler Ravi Shankar, Yoga-Kurse seines Gurus B. K. S. Iyengar, oder Aufführungen zeitgenössischer Musik wie der Uraufführung Frank Martins Polyptyque und Schostakowitsch-Gedenkkonzerten. 
Organisatorische und finanzielle Probleme trübten das 20-jährige Jubiläum und führten zum neuen, vom Verkehrsverein unabhängigeren Festivalkomitee. 1976 wurde insbesondere auch für die Bewältigung administrativer Aufgaben ein neues Organisationskomitee eingesetzt. 1977 machte eine neue kantonale Kulturförderung die drei Regionen Obersimmental, Saanenland und Pays-d’Enhaut zu subventionierten Kulturträgern der Kantone Bern und Waadt. Im gleichen Jahr entstand auf Wunsch Menuhins unter Alberto Lysy die „Internationale Menuhin Musik Akademie“ (IMMA), die bis heute Streicher in ihrer Ausbildung unterstützt. Das Orchester der Akademie, die Camerata Lysi Gstaad (ab 2009: Camerata Menuhin), wurde zu einer Säule des Festivals. Mit der Gründung einer Aktiengesellschaft und weiterem Wachstum zu über 25 Konzerten, darunter Konzerte im eigenen Festivalzelt (ab 1989 mit der Übernahme der Alpengala AG und deren Festivalzelt, 1999 wurde das erste Festivalzelt durch ein neues, speziell für das Festival konzipiertes Konzertzelt ersetzt), wuchs das Publikum stetig. Menuhin pflegte auch mit dem Zusammenschluss vom Menuhin-Festival mit der Alpengala zum nun als „Musiksommer Gstaad Saanenland AG“ benannten Festival ein Nebeneinander von Alter und Neuer Musik, Kammermusik und Orchesterkonzerten. 1996 entschloss sich Yehudi Menuhin, die Leitung seines Festivals in die Hände von Gidon Kremer zu übergeben. Schon bald zeigte sich, dass die personelle und künstlerische Neuausrichtung durch Kremer vom Publikum und den Partnern des Festivals nicht in gewünschtem Maße mitgetragen wurde. Die vier Jahrzehnte der Prägung durch Yehudi Menuhin schienen sich nicht mit den künstlerischen Zielen von Gidon Kremer vereinen zu lassen.
Nach dem Rücktritt von Gidon Kremer im Jahr 1998 übernahmen Peter Keller und anschließend die ehemalige Mitarbeiterin von Yehudi Menuhin, die Musikwissenschaftlerin Eleanor Hope, den künstlerischen Vorsitz des Festivals. 2002 traf der Verwaltungsrat des Festivals einen wegweisenden Entscheid: Nicht ein bekannter Solist soll künftig die Geschicke des Festivals leiten, sondern ein Kulturmanager. Dieser könne in der Lage sein, das Festival künstlerisch weiterzuentwickeln, ohne die ökonomischen und regionalen Ressourcen und Voraussetzungen zu vernachlässigen. Benannt wurde der Basler Musiker und Kulturmanager Christoph Müller.
Das künstlerische Konzept von Christoph Müller setzte auf Kammermusik, sinfonische Werke und konzertante Opern, sowie auf experimentelle Projekte im Zyklus „Today's Music“. Das Gstaad Menuhin Festival verstärkte sein Engagement für die Talentförderung. 2009 wurde die Gstaad Academy mit Cecilia Bartoli gegründet. Aus dem anfänglich rein vokalen Meisterkurs wuchsen in den folgenden Jahren Meisterkurse in verschiedenen Disziplinen, darunter auch die Conducting Academy.
2014 wurde der Firmenname umbenannt in Gstaad Menuhin Festival & Academy AG.

### Finanzierung
Das Festival wird hauptsächlich durch private Sponsoren und Unterstützer finanziert, die öffentliche Förderung liegt bei einem Gesamtbudget von CHF 3.9 Millionen bei ca. 5 %. Die durch das Festival direkt gebuchten Logiernächte belaufen sich auf etwa 5.000 pro Jahr, während die gesamte Auslösung bei etwa 50.000 Logiernächten pro Jahr liegt. Dadurch resultiert jährlich eine direkte Wertschöpfung von CHF 9 – 11 Millionen für die Region Gstaad-Saanenland.

## Programm-Säulen
Das Programm setzt sich nach den Säulen Kammermusikfest, festlichen Orchesterkonzerten und Opern sowie experimentellen Projekten im Rahmen von „Today’s Music“ zusammen. Dabei konzentriert sich das Kammermusikfest auf Persönlichkeiten wie Joshua Bell, András Schiff, Daniel Hope, Sol Gabetta, Hélène Grimaud oder Yuja Wang, die ihre musikalischen Partner nach Gstaad einladen und im Sinne des Gründervaters „gemeinsam in entspannter Atmosphäre musizieren“ (Yehudi Menuhin). Die Orchesterkonzerte bringen sinfonische Programme nach Gstaad, unter anderem durch enge Partnerschaften zu Orchestern wie dem London Symphony Orchestra. Gäste waren u. a. die Filarmonica della Scala Milano, das Mariinsky Orchestra St. Petersburg oder die Staatskapelle Dresden.
Die Reihe Today’s Music ermöglicht Begegnungen verschiedener Stile und Kulturen. Seit 2002 konnte sich dieses Format mit Künstlern wie Bobby McFerrin, Nigel Kennedy oder George Gruntz etablieren. Darüber hinaus wurde die Tradition eines Kinderprojektes in Kooperation mit den Schulen des Saanenlands etabliert. Hier wurden bisher unter Mitwirkung von Kindern aus der Region Pollicino von Hans Werner Henze, Brundibár von Hans Krása und Karneval der Tiere von Camille Saint-Saëns einstudiert.
Die Reihe Play @ Gstaad Menuhin Festival begann am Festival 2008 zunächst als Orchesterwoche für Amateurmusiker, die innerhalb von sieben Tagen gemeinsam mit Stimmführern etablierter Sinfonieorchester ein Orchesterprogramm einstudierten und in einem Konzert präsentierten. Seit 2009 wird dieses Amateurorchester durch eine entsprechende Jugendorchester-Woche mit 60 bis 70 Mitwirkenden ergänzt.

### Programmatische Schwerpunkte
Seit einigen Jahren setzt das Festival in der Programmauswahl vermehrt auf Schwerpunktthemen, die Konzerte aus diversen Musikgenres ermöglichen.
| 2002 | Alpenzauber                                                      |
| 2003 | Musikerfreundschaften und -feindschaften                         |
| 2004 | Ursprung als Inspiration                                         |
| 2005 | Sehnsucht und Erwartung                                          |
| 2006 | Celebrations                                                     |
| 2007 | Aufbruch mit Sturm und Drang                                     |
| 2008 | Joie de Vivre                                                    |
| 2009 | Vollkommenheit                                                   |
| 2010 | Zwischen Himmel und Erde                                         |
| 2011 | Fire and Sun                                                     |
| 2012 | Air                                                              |
| 2013 | Wasser                                                           |
| 2014 | Music in Motion                                                  |
| 2015 | Ironie & Musique                                                 |
| 2016 | Musique & Famille (100 Jahre Yehudi Menuhin – 60 Jahre Festival) |
| 2017 | Pomp in Music                                                    |
| 2018 | Les Alpes                                                        |
| 2019 | Paris                                                            |
| 2020 | Wien (Abgesagt)                                                  |
| 2021 | London                                                           |
| 2022 | Wien – Beethoven delayed                                         |
| 2023 | Demut                                                            |
| 2024 | Transformation                                                   |
| 2025 | Migration                                                        |

### Künstlerporträts
Jährlich stehen neben Komponisten oder Länderschwerpunkte im Zentrum des Programms, sondern auch Künstler aus dem Artist in Residence-Programm, die sich hier präsentieren können, oder als Menuhin‘s Heritage Artist über mindestens fünf Festivalausgaben für Konzerte eingeladen wurden. Artist in Residence waren in der Vergangenheit u. a. Bertrand Chamayou, Hélène Grimaud, Christian Zacharias, Vilde Frang oder Andreas Ottensamer. Seit 2017 gibt es die Zusammenarbeit zwischen dem Gstaad Menuhin Festival und Künstlern in Form der Menuhin’s Heritage Artists, zu denen Andreas Ottensamer, Jean Rondeau, Christel Lee, Ji-Young Lim, Nicola Benedetti und Alina Ibragimova mit dem Chiaroscuro Quartet zählen. Dadurch bietet sich dem Publikum des Festivals die Möglichkeit, jungen Künstler über einen längeren Zeitraum in ihrer Entwicklung zu folgen.

## Programm

### Gstaad Festival Orchestra
Das Gstaad Festival Orchestra wurde 2010 gegründet. Es rekrutiert sich aus Musikern Schweizer Orchester, wie dem Tonhalle-Orchester Zürich, der Philharmonia Zürich, dem Kammerorchester Basel, dem Basler Sinfonieorchester und dem Berner Symphonieorchester. Darüber hinaus werden im Rahmen der Exzellenzförderung Studenten internationaler Musikhochschulen für die Teilnahme ausgewählt. Gastspiele führten das Orchester u. a. zum Rheingau Musikfestival, zu den Festspielen Mecklenburg-Vorpommern, zum Schleswig-Holstein Musik Festival, zum Grafenegg Festival, in das Konzerthaus Wien, in die Kölner Philharmonie, in das Festspielhaus Baden-Baden, in die Dresdner Frauenkirche, in die Philharmonie am Gasteig oder in die Elbphilharmonie. Zu den solistischen Partnern des Orchesters zählen u. a. Sol Gabetta, Hélène Grimaud, Jonas Kaufmann, Martin Grubinger, Seong-Jin Cho, Renaud Capuçon, Patricia Kopatchinskaja, Khatia Buniatishvili und Yuja Wang. Seit 2014 dient das Gstaad Festival Orchestra als Orchestra in Residence bei der Gstaad Conducting Academy. Als Dirigent hat Jaap van Zweden, Music Director der New York Philharmonic, seit 2017 maßgeblich das Orchester geprägt. 2019 stand Manfred Honeck, Music Director des Pittsburgh Symphony Orchestra, am Pult.

### Meisterkurse
Bereits während der Gründungsjahre nutzte Menuhin die Gelegenheit, den Musikernachwuchs zu unterrichten. Aus diesen Anfängen entwickelte sich die Gstaad Academy, unter der sich die Conducting Academy, Piano Academy, Vocal Academy, String Academy, Baroque Academy und das Gstaad Festival Amateur Orchestra vereinen sollen.
Die Gstaad Conducting Academy bietet jungen Dirigenten die Gelegenheit, während drei Wochen mit dem Gstaad Festival Orchestra unter der Leitung renommierter Dirigenten zu arbeiten und Konzerte zu geben. In der Regel werden jeweils etwa zehn Teilnehmer aus aller Welt von den Professoren der Academy ausgewählt. Die Dirigierakademie findet aktuell unter der Leitung von Jaap van Zweden, Chefdirigent der New Yorker Philharmoniker, und Johannes Schlaefli, Professor für Orchesterleitung an der Zürcher Hochschule der Künste, statt. Seit der Gründung der Academy 2014 waren u. a. Leonid Grin, Kristjan Järvi und Neeme Järvi, sowie 2019 Manfred Honeck als Professoren der Academy tätig.
Darüber hinaus finden jährlich die Piano Academy unter der Leitung von András Schiff, die Vocal Academy mit Silvana Bazzoni Bartoli, die String Academy, die Meisterkurse für Violine, Viola und Violoncello vereint, sowie die Baroque Academy für Blockflöte, Cembalo und Barockensembles mit einem Team von Professoren rund um Maurice Steger, statt.

### Neeme Järvi Prize
Seit 2015 wird im Rahmen der Gstaad Conducting Academy der Neeme Järvi Prize verliehen, der den aktiven Teilnehmern des Meisterkurses die Möglichkeit in Aussicht stellt, als Gastdirigent zu renommierten Schweizer Orchestern wie dem Kammerorchester Basel, dem Sinfonieorchester Basel oder dem Berner Symphonieorchester zu konzertieren. Mitglieder der Jury sind der Künstlerischer Leiter von Gstaad Menuhin Festival & Academy, Professoren der Gstaad Conducting Academy, zwei Vertreter des Gstaad Festival Orchestra sowie Vertreter der Partnerorchester.

### Musikvermittlung
Die Reihe „Discovery“ richtet sich mit speziellen Veranstaltungen wie Familienkonzerten, durch Musikvermittler begleitete Konzertbesuche, künstlerische Ateliers oder Probenbesuche besonders an Kinder und Jugendliche.

## Spielorte und Spielstätten
Orchesterkonzerte oder Opernproduktionen des Festivals finden im Festivalzelt Gstaad statt, das Platz für bis zu 1500 Personen bietet. Weitere Spielorte sind historisch bedeutende Kirchen der Region.
- Kirche Saanen
- Kirche Gsteig
- Kirche Lauenen
- Kapelle Gstaad
- Kirche Zweisimmen
- Kirche Lenk
- Kirche Boltigen
- Kirche Rougemont
- Kirche Château-D'Oex
- Kirche Vers-L'Eglise

Für spezielle Konzerte werden zudem Berghütten oder Gletschergebiete wie der Glacier 3000 genutzt.

## Gstaad Digital Festival
Mit Gstaad Digital Festival steht seit 2017 ein digitales Medium zur Verfügung. Auf der Plattform werden mit Live-Streams Konzerte auch über den Spielort hinaus bereitgestellt, sowie vergangene Konzerte im Konzert-Archiv zum Abruf zugängig gemacht. Darüber hinaus dient die Plattform zur Dokumentation der eigenen Meisterkurse sowie für Interviews und Beiträge mit Künstlern oder Dirigenten.